# Thornton-le-Beans
Thornton-le-Beans est un village et une paroisse civile du Yorkshire du Nord, en Angleterre.